# Güler Ateş
Güler Ateş (* 1964 in Urfa) ist eine türkische Klassische Archäologin.

## Leben
Güler Ateş studierte von 1984 bis 1989 an der Universität Istanbul. Seit 1995 studierte sie an der Universität Heidelberg, wo sie 1999 den Magister erwarb und 2004 bei Tonio Hölscher mit einer Arbeit zur Keramik aus Aizanoi promoviert wurde. 2005 bis 2006 war sie wissenschaftliche Angestellte an der Universität Heidelberg für die Ausgrabung in Androna (Syrien), von 2006 bis 2012 an der Abteilung Istanbul des Deutschen Archäologischen Instituts. Seit 2009 ist sie stellvertretende Leiterin der Ausgrabungen in Pergamon. Seit 2014 lehrt sie an der Manisa Celal Bayar Üniversitesi in Manisa, seit 2019 als Professorin.
Ihr Spezialgebiet ist die hellenistische und römische Keramik Kleinasiens.
Seit 2015 ist sie korrespondierendes Mitglied des Deutschen Archäologischen Instituts.

## Veröffentlichungen (Auswahl)
- Die rote Feinkeramik von Aizanoi als lokaler Kulturträger. Untersuchungen zum Verhältnis von lokaler roter Feinkeramik und importierter Sigillata (= Archäologische Forschungen Band 32; Aizanoi Band 2). Reichert, Wiesbaden 2015, ISBN 978-3-95490-065-7 (Digitalisat der Dissertationsfassung).